# Hrozová (Rusín)

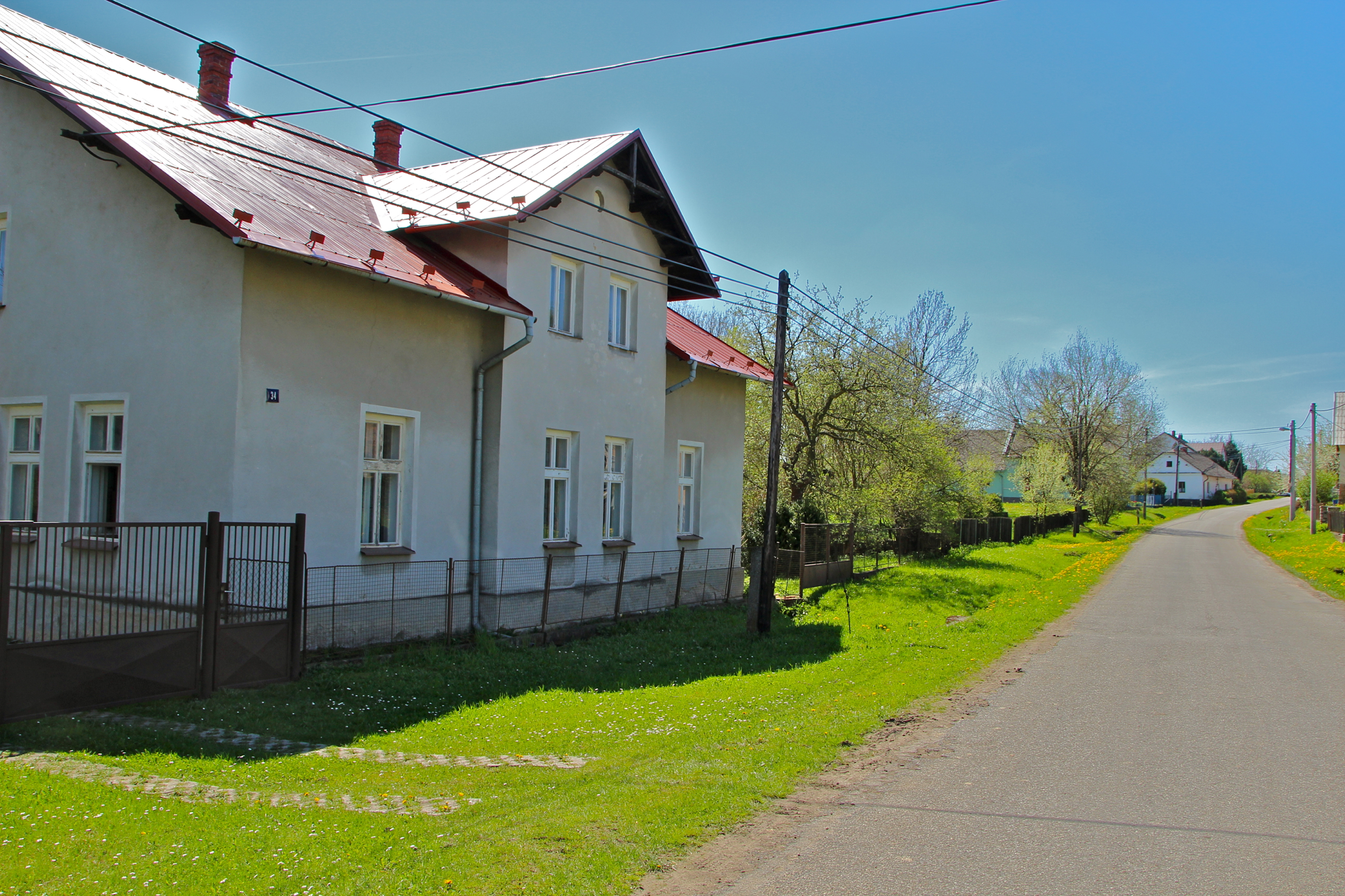
Dorfstraße

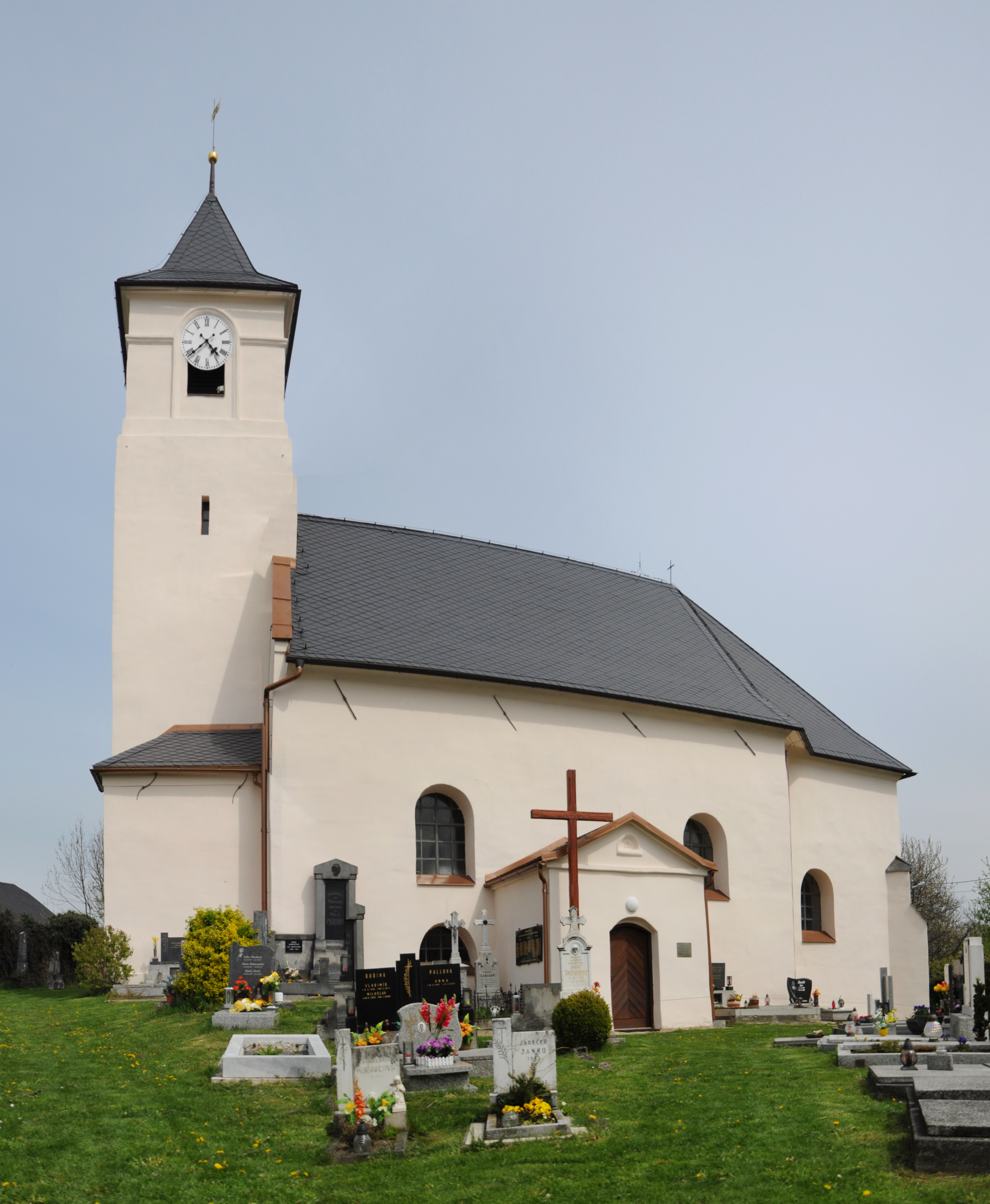
Kirche des Erzengels Michael

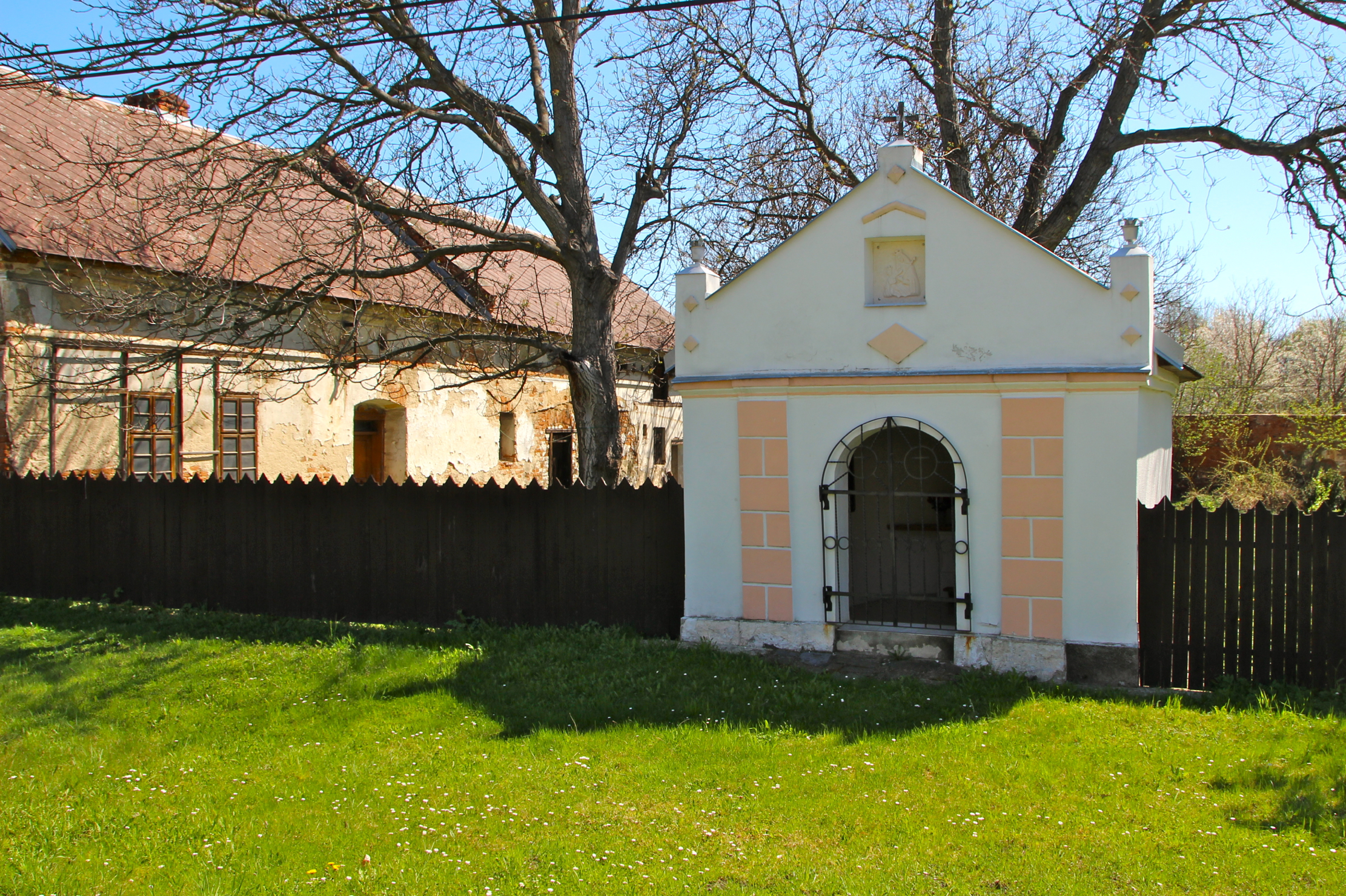
Kapelle im Ortszentrum

Hrozová (deutsch Grosse) ist ein Ortsteil der Gemeinde Rusín (Rausen) in Tschechien. Er liegt 13 Kilometer nördlich von Krnov (Jägerndorf) bzw. acht Kilometer westlich von Głubczyce (Leobschütz) an der Grenze zu Polen und gehört zum Okres Bruntál.

## Geographie
Hrozová ist als Straßendorf angelegt und befindet sich linksseitig über dem Tal der Hrozová (Grossebach) am Rande der Zlatohorská vrchovina (Zuckmanteler Bergland) in der Jindřichovská pahorkatina (Hennersdorfer Hügelland). Nordöstlich erhebt sich der Rusínský kopec (Hutberg, 314 m. n.m.), im Südosten die Łysa Góra (307 m n.p.m.) sowie westlich der Za Humny (296 m. n.m.) und der Rudoltický vrch (297 m. n.m.).
Nachbarorte sind Bohušov (Füllstein) und Ostrá Hora (Schärfenberg) im Norden, Kašnice (Kaschnitzberg), Matějovice (Matzdorf) und Kwiatoniów (Blümsdorf) im Nordosten, Rusín und Gołuszowice (Kreuzendorf) im Osten, Nowe Gołuszowice (Neu Kreuzendorf) und Równe (Roben) im Südosten, Dobieszów (Dobersdorf) im Süden, Pielgrzymów (Pilgersdorf), Pelhřimovy (Mährisch Pilgersdorf) und Víno (Weine) im Südwesten, Městys Rudoltice (Roßwald, Markt), Ves Rudoltice (Roßwald, Dorf) und Amalín (Amalienfeld) im Westen sowie Grundek (Grundeck) und Koberno (Kawarn) im Nordwesten.

## Geschichte
Das Dorf geht auf eine slawische Siedlung zurück, die im Zuge der Kolonisation mit deutschen Siedlern neu besetzt wurde. Die erste schriftliche Erwähnung von Hrozová erfolgte 1309 als Besitz des Konrad von Füllstein, Kammerherr des Troppauer Herzogs Nikolaus. Hrozová war ein Lehngut des Bistums Olmütz und somit Teil der mährischen Enklave Hotzenplotz. Nach der 1377 erfolgten Teilung des Herzogtums Troppau lag die Enklave Grosse auf dem Gebiet des Herzogtums Leobschütz. Zu den nachfolgenden Grundherren gehörte Heinrich Sup von Füllstein (1423–1480), der auch als Vogt das Rektoratsgut Rusín des Olmützer Domkapitels verwaltete. Die Herren von Füllstein hielten das Gut Grosse bis 1566, danach erwarben es die Herren Sedlnitzky von Choltitz. Zum Ende des 16. Jahrhunderts lebte im Pfarrhaus Burkard Hertwik, der als protestantischer Pfarrer von Rusín wirkte. Im 17. Jahrhundert waren die Herren Trach von Birkau (Trach z Březí) mit dem Gut belehnt. 1694 wurde das Gut caduk und ging an die Freiherren  Lev von Rosental. Während des Dreißigjährigen Krieges wurde die Feste Grosse 1642 von schwedischen Truppen niedergebrannt, in der zweiten Hälfte des 17. Jahrhunderts entstand an ihrer Stelle ein Schloss. Nach dem Ende des Ersten Schlesischen Krieges wurde 1742 südöstlich von Grosse die neue Grenze zu Preußisch Schlesien gezogen. Nach dem Tode des Bernhard Anton Lev von Rosental fiel das einzig aus dem gleichnamigen bestehende Lehen 1765 heim und wurde für 24.000 Gulden an Johann Anton von Friedenthal verkauft. Bis 1783 gehörte Grosse – wie die anderen mährischen Enklaven – zum Prerauer Kreis, danach zum Troppauer Kreis.
Im Jahre 1835 bestand das Dorf Grose aus 55 Häusern mit 436 deutschsprachigen und katholischen Einwohnern, die von der Landwirtschaft lebten. Im Ort gab es ein wenig ansprechendes Schloss mit einem Meierhof und einer Schäferei, eine Kirche, eine Schule, eine Kaplanei, ein Grenzzollamt und einen Erbrichter; abseits lag eine Mahlmühle. Grose war Pfarrort für Rausen. Grundherrin war die Witwe Wilhelmine Freiin von Friedenthal, die das Gut bis zur Volljährigkeit ihres lehnsberechtigten Sohnes Constantin verwaltete. Der grundherrliche Anteil der Nutzfläche umfasste 226 Joch fruchtbares Ackerland, 27 Joch Wiesen und Gärten sowie zwei Joch Wald; die Untertanen besaßen 551 ½ Joch Ackerland, 43 Joch Wiesen und Gärten sowie 14 ½ Joch Wald. Bis zur Mitte des 19. Jahrhunderts blieb Grosse ein Lehngut des Olmützer Domkapitels.
Nach der Aufhebung der Patrimonialherrschaften bildete Grosse ab 1849 eine Gemeinde im Gerichtsbezirk Hotzenplotz. Ab 1869 gehörte Grosse zum Bezirk Jägerndorf. Zu dieser Zeit hatte das Dorf 391 Einwohner und bestand aus 60 Häusern. 1871 ließ der Gutsbesitzer Pino von Friedenthal das baufällige Schloss Grosse abbrechen und durch ein Schlösschen im Schweizerstil ersetzen. Im Jahre 1900 lebten in Grosse 348 Personen, 1910 waren es 308. Beim Zensus von 1921 lebten in den 73 Häusern der Gemeinde Grosse/Hrozová 305 Personen, darunter 297 Deutsche und zwei Tschechen. Im Jahre 1930 bestand die Gemeinde Grosse aus 75 Häusern und hatte 271 Einwohner; 1939 waren es 265. Nach dem Münchner Abkommen wurde die Gemeinde 1938 dem Deutschen Reich zugesprochen und gehörte bis 1945 zum Landkreis Jägerndorf. Während der Mährisch-Ostrauer Operation wurde das Dorf im März 1945 von 59. Armee eingenommen. Die Anfang 1945 in die Gegend von Freiwaldau evakuierte Bevölkerung kehrte im Mai 1945 in den Ort zurück. Nach dem Ende des Zweiten Weltkrieges wurde die Gemeinde wieder Teil der Tschechoslowakei. Die deutschsprachige Bevölkerung wurde 1946 fast vollständig vertrieben. 1947 wurde das Dorf mit Wolhynientschechen besiedelt und im selben Jahr die Dorfschule wiedereröffnet. Im Jahre 1950 lebten in den 42 Häusern von Hrozová 159 Personen. Zwei Versuche zur Gründung einer JZD erbrachten nicht das erhoffte Ergebnis. 1961 wurde die Gemeinde in den Okres Bruntál umgegliedert. Im selben Jahr wurden die genossenschaftlichen Böden der Staatsgüterverwaltung Osoblaha übergeben. Die Schule wurde 1961 geschlossen und die Kinder in Rusín unterrichtet. Ab 1964 bestand in Rusín ein gemeinsamer örtlicher Nationalausschuss mit Hrozová und Matějovice. Im Jahre 1970 hatte Hrozová nur noch 49 Einwohner. Das verwahrloste Pino-Schlösschen wurde in den 1970er Jahren abgerissen. Zum 1. Januar 1980 erfolgte die Eingemeindung nach Rusín. Im Jahre 1991 hatte das Dorf 14 Einwohner und bestand aus elf Wohnhäusern. Beim Zensus von 2011 lebten in den 35 Häusern von Hrozová 14 Personen.

## Ortsgliederung
Der Ortsteil Hrozová bildet einen Katastralbezirk.

## Söhne und Töchter des Ortes
- Josef Scharbert (1919–1998), katholischer Theologe

## Sehenswürdigkeiten
- Kirche des Erzengels Michael, der im letzten Viertel des 13. Jahrhunderts errichtete und im Kern frühgotische Bau ist seit 1309 schriftlich nachweislich. Der neuromanische Hauptaltar wurde 1891 nach Skizzen des Troppauer Künstlers Paul Assmann angefertigt. Das Altartuch mit einem Bildnis des Erzengels Michael wurde 1851 von A. Sperlich gefertigt. Der hölzerne Chor auf pseudoromanischen Säulen stammt aus dem Jahre 1893. Die 1893 geschaffene Orgel ist ein Werk von Rieger Orgelbau aus Jägerndorf und ersetzte ein Vorgängerinstrument aus dem Jahre 1672. Im Turm befinden sich zwei Glocken; die große wurde 1923 von Richard Herold in Komotau gegossen, die kleinere wurde 1920 in der Brünner Glockengießerei Hiller gefertigt. Die Turmuhr von 1926 ist ein Werk der Firma Beitel aus Bärn. Das Bildnis des hl. Wenzel auf dem Pferd stammt aus dem Jahre 1938 und wurde 1947 von den Neusiedlern aus Wolhynien mitgebracht. Zusammen mit der historischen Friedhofsmauer ist die Kirche als Kulturdenkmal geschützt.[4] Die um 1500 gefertigte hölzerne Grosser Madonna (Hrozovská madona) befindet sich heute im Schlesischen Landesmuseum.
- Wegkapelle in der Ortsmitte
- Wegkapelle am Ortsausgang nach Slezské Rudoltice
- Mehrere Wegkreuze